# Campionati norvegesi di sci alpino 1972
I Campionati norvegesi di sci alpino 1972 si svolsero a Bjorli tra il 18 e il 19 marzo; furono assegnati i titoli di slalom gigante, slalom speciale e combinata, sia maschili sia femminili.

## Risultati

### Uomini

#### Slalom gigante
| Pos. | Atleta           | Nazione  |
| ---- | ---------------- | -------- |
| 1    | Peik Christensen | Norvegia |
| 2    | Rolf Lund        | Norvegia |
| 3    | Odd Fostervoll   | Norvegia |

Data: 18 marzo

#### Slalom speciale
| Pos. | Atleta         | Nazione  |
| ---- | -------------- | -------- |
| 1    | Lasse Thue     | Norvegia |
| 2    | Rolf Lund      | Norvegia |
| 3    | Odd Fostervoll | Norvegia |

Data: 19 marzo

#### Combinata
| Pos. | Atleta           | Nazione  |
| ---- | ---------------- | -------- |
| 1    | Rolf Lund        | Norvegia |
| 2    | Peik Christensen | Norvegia |
| 3    | Odd Fostervoll   | Norvegia |

Data: 18-19 marzo

### Donne

#### Slalom gigante
| Pos. | Atleta                | Nazione  |
| ---- | --------------------- | -------- |
| 1    | Karianne Christiansen | Norvegia |
| 2    | Toril Førland         | Norvegia |
| 3    | Gyri Sørensen         | Norvegia |

Data: 18 marzo

#### Slalom speciale
| Pos. | Atleta        | Nazione  |
| ---- | ------------- | -------- |
| 1    | Toril Førland | Norvegia |
| 1    | Gyri Sørensen | Norvegia |
| 3    | Siri Brott    | Norvegia |

Data: 19 marzo

#### Combinata
| Pos. | Atleta        | Nazione  |
| ---- | ------------- | -------- |
| 1    | Toril Førland | Norvegia |
| 2    | Gyri Sørensen | Norvegia |
| 3    | Siri Brott    | Norvegia |

Data: 18-19 marzo